# Tom Claassen
Tom Claassen es un escultor neerlandés, nacido el 4 de octubre de 1964 en la localidad de Heerlen. Vive y trabaja en Dannemare (da), Dinamarca.

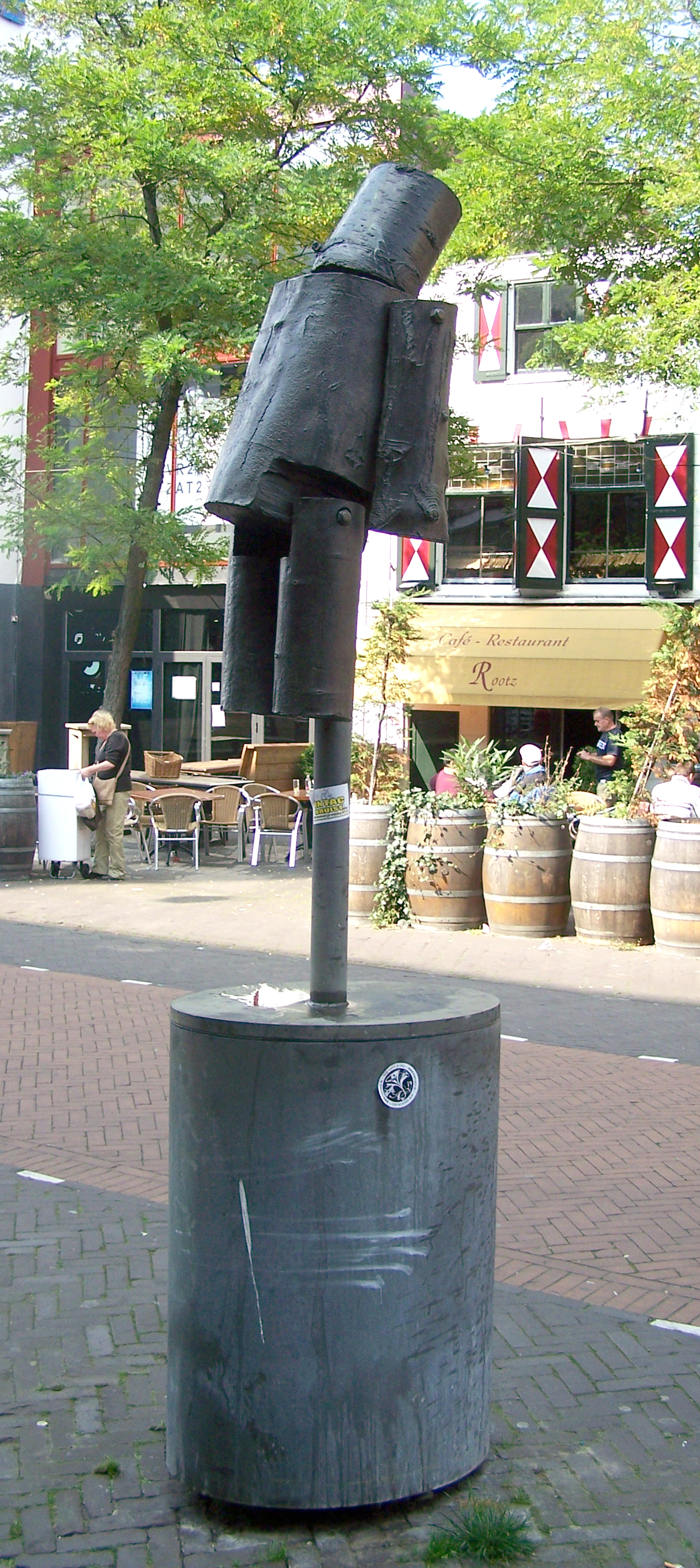
hombre, con los miembros sueltos - Mannetje met losse ledematen
- 2003
Pulsar para ampliar.

## Datos biográficos
Thomas Johannes Franciscus Claassen estudió desde 1984-1989 en la Academia de Arte y Diseño Sint Joost de Breda. Vivió y trabajó hasta 2008 en Breda y a partir de entonces entre Breda y Dinamarca.
En 1992, fue seleccionado para el Premio de Roma (escultura / arte y publicidad). Ha recibido varios premios, incluyendo el Premio de Fomento de las artes de la ciudad de Ámsterdam (1993) y el Premio Charlotte Köhler (1994).
Tom Claassen es el autor de la escultura hombre, con los miembros sueltos - que forma parte del proyecto Sokkelplan de La Haya, obra instalada en 2003.

Muchos trabajos de Claassen tienen un lugar en el espacio público de los Países Bajos. Es famoso por sus figuras humanas y animales, que se muestran en forma muy simplificada. Entre los materiales que ha utilizado se incluye caucho, madera, yute, bronce, hierro, acero inoxidable, aluminio, yeso, mármol, hormigón, cerámica y poliestireno .

## Obras en el Museo Kröller-Müller
En el parque de esculturas del Museo Kröller-Müller (nl) de Otterlo se encuentra las siguientes esculturas de Claassen:
| Título                                                 | Año    | descripción | Imagen |
| ------------------------------------------------------ | ------ | ----------- | ------ |
| Rocky Lumps Protuberancias rocosas                     | 2005/6 |             |        |
| 18 liggende houten mannen 8 hombres de madera tumbados | 2000   |             |        |
| Uilenstronken Tocones                                  | 2001   |             |        |

## Obras en espacios públicos (selección)
| Título | Año        | Localización                                                                                                   | Imagen |
| --- | ---------- | --- | ------ |
| hombre, con los miembros sueltos - Mannetje met losse ledematen                                                  | 2003       | La Haya Grote Marktstraat dentro del proyecto Sokkelplan). 52°4′32.48″N 4°18′36.59″E / 52.0756889, 4.3101639   |        |
| Zittend konijn Conejo sentado                                                                                    | 1999       | Utrecht |        |
| Toon en Toon Pájaro y pájaro                                                                                     | 1998       | Apeldoorn - Rijnstraat                                                                                         |        |
| Mus Paloma | 1999       | Utrecht Goedhartlaan Centro Médico Mesos                                                                       |        |
| Olifanten bij knooppunt Almere Elefantes en el cruce Almere                                                      | 1999/2000  | es una de sus obras más famosas                                                                                |        |
| Sitting Men de The Two Incredible Sitting Snowmen Hombre sentado de Los dos increíbles muñecos de nieve sentados | 2000       | Schiphol, bronce                                                                                               |        |
| Kapsel van Spinoza Cabello de Spinoza                                                                            | 2002       | Vlaardingen avenida Buys Ballot                                                                                |        |
| Konijnen Conejos                                                                                                 | 2003       | en el césped frente a la Rotterdam Kunsthal (un regalo del 10º aniversario el Kunsthal Municipal de Róterdam ) |        |
| Paard | 1996       | Utrecht |        |
| Rhino of Nijlpaard                                                                                               | 2004       | Amsterdam-IJburg                                                                                               |        |
| Nijlpaard Hipopótamo                                                                                             | 2004       | esclusa de IJburg                                                                                              |        |
| Mannetje van Hoofddorp Coloso de Hoofddorp                                                                       | 2006       | Hoofddorp, plaza del Burgemeester Stam                                                                         |        |
| Waakhond van het stationseiland perro de la estación vigía de la isla                                            | 2007       | Ámsterdam, De Ruyterkade                                                                                       |        |
| Betonnies cementos                                                                                               | 2007       | Maastricht, Heugemerveld                                                                                       |        |
| Ypje | 2008/09    | La Haya en el barrio de Ypenburg proyecto "Kunst aan huis in Ypenburg"                                         |        |
| Leeuwen | 2009       | Schiedam Julianapark                                                                                           |        |
| Twee ezels Dos burros                                                                                            | 2011, sept | Apeldoorn Matenpark                                                                                            |        |